# Cantarrana-Buenavista

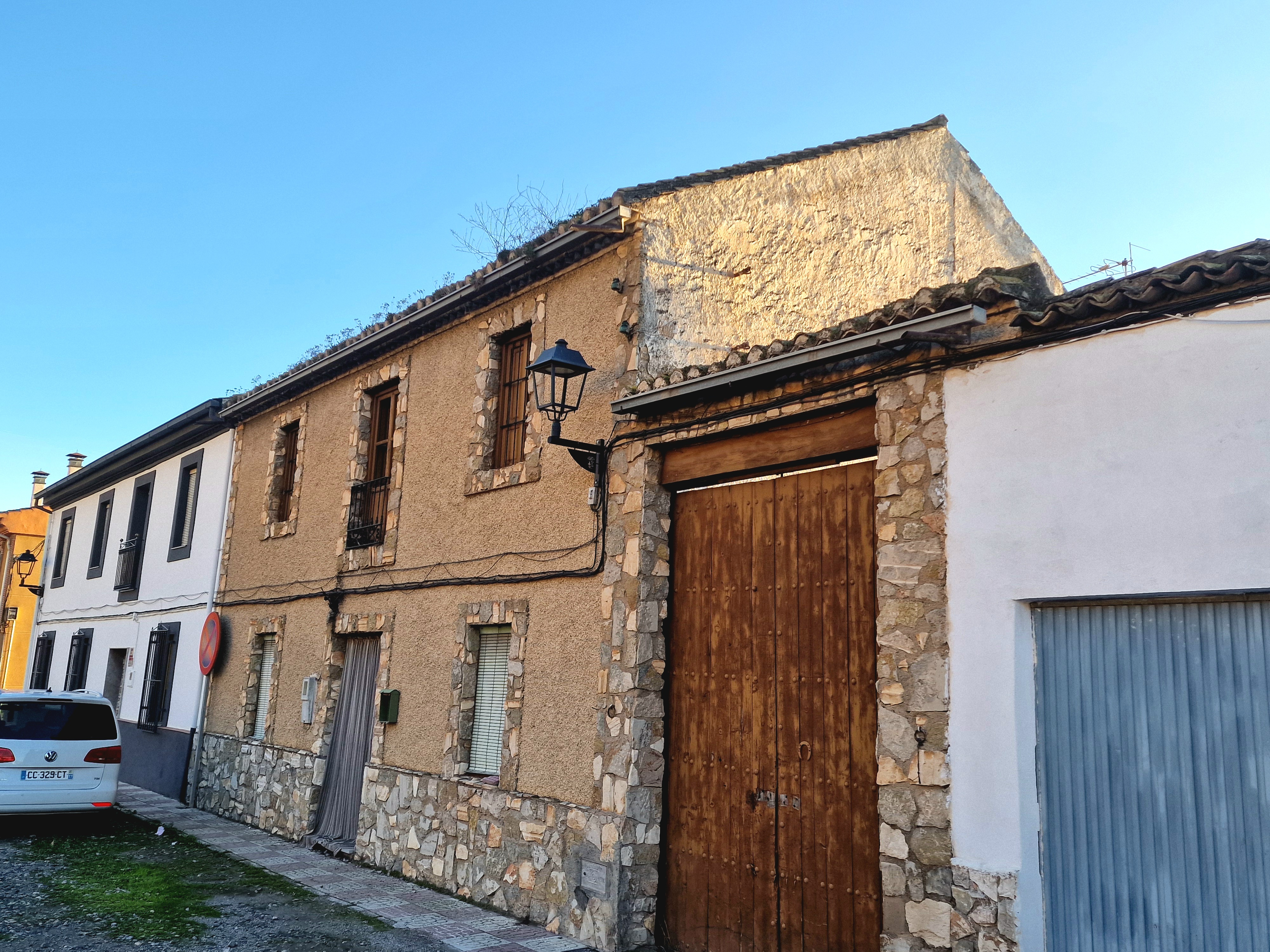
Viviendas de Cantarrana-Buenavista situadas en la parte de Pinos Puente

Cantarrana-Buenavista es una localidad y pedanía española perteneciente a los municipios de Atarfe y Pinos Puente, en la provincia de Granada. Está situada en la parte noroccidental de la comarca de la Vega de Granada. Cerca de esta localidad se encuentran los núcleos de Sierra Elvira, Pinos Puente capital, Torrehueca-Torreabeca, Atarfe capital, Alitaje y Pedro Ruiz.
El pueblo incluye la Casa de la Misericordia San Gabriel, donde el instituto religioso de los Esclavos de María y de los Pobres atiende a enfermos físicos y psíquicos de la zona. El edificio actúa de límite municipal entre Atarfe —al este— y Pinos Puente —al oeste—, junto a la carretera nacional N-432 y próximo al Polvorín del Ejército de Tierra y al polígono industrial de La Molaina.

## Demografía
Según el Instituto Nacional de Estadística de España, en el año 2024 Cantarrana-Buenavista contaba con 11 habitantes censados en la parte de Pinos Puente, lo que representa el 0,11% de la población total del municipio.

### Evolución de la población
| Gráfica de evolución demográfica de Cantarrana-Buenavista (Pinos P.) entre 2014 y 2024 |
|                                                                                        |
| Datos según el nomenclátor publicado por el INE.                                       |

## Comunicaciones

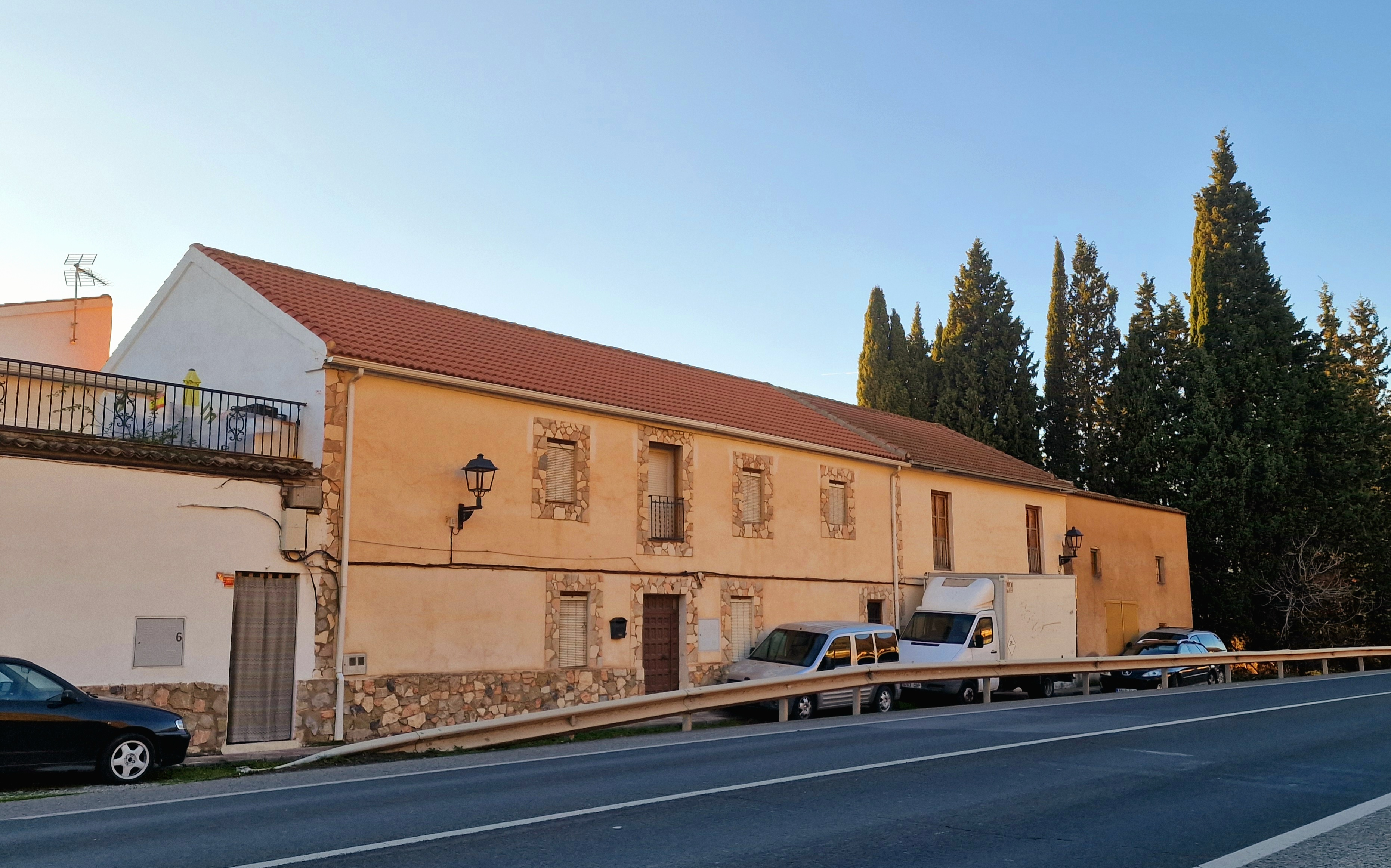
La carretera nacional N-432 a su paso por la localidad

### Carreteras
Cerca de esta pedanía pasa la autovía GR-43. La única vía de comunicación que transcurre por la localidad es:
| Identificador | Denominación                   | Itinerario        |
| ------------- | ------------------------------ | ----------------- |
| N-432         | Carretera de Badajoz a Granada | Badajoz - Granada |

Algunas distancias entre Cantarrana-Buenavista y otras ciudades:
| Ciudades     | Distancia (km) |
| ------------ | -------------- |
| Pinos Puente | 2              |
| Atarfe       | 5              |
| Granada      | 15             |
| Jaén         | 90             |
| Almería      | 167            |
| Murcia       | 286            |